# Rimini Football Club 2019-2020
Questa voce raccoglie le informazioni riguardanti il Rimini Football Club nelle competizioni ufficiali della stagione 2019-2020.

## Stagione
L'estate, dal punto di vista societario, si rivela estremamente movimentata. Il 1º giugno il patron Giorgio Grassi presenta Sandro Cangini come nuovo direttore sportivo e nel corso dello stesso mese conferma Mario Petrone come allenatore. A giugno avviene anche un incontro con un gruppo messicano per un'eventuale cessione poi non andata a buon fine.
Successivamente – mentre iniziano a circolare voci su un possibile ingresso in società dell'italo-americano Massimo Nicastro ex presidente del Como – il 15 luglio Cangini si dimette dal ruolo di direttore sportivo e il 19 luglio Petrone viene ufficialmente sostituito dal tecnico irpino Renato Cioffi, contattato dal gruppo di Nicastro, mentre il nuovo ds è Rino D'Agnelli. Il 20 luglio, durante la presentazione del nuovo allenatore e del nuovo direttore sportivo, il presidente Grassi annuncia di aver ceduto il 30% delle quote societarie allo stesso Nicastro, suscitando le polemiche della Curva Est che tra l'altro critica la presenza dell'intermediario Nicola Penta, delineato come uno dei capi della curva del Cesena negli anni '70-'80. Nei giorni immediatamente seguenti vengono messi fuori rosa Guiebre, Viti, Venturini, Cecconi, Urso, Cicarevic, Danso e Alimi (nonostante quest'ultimo avesse prolungato il prestito al Rimini proprio pochi giorni prima) sostituiti da nuovi giocatori. Il 12 agosto sui media locali escono alcune indiscrezioni riguardo ad un nuovo incontro del patron Grassi (nonostante l'accordo in essere con Nicastro) con l'imprenditore Alfredo Rota e con Giulio Mongardi del gruppo di Gianpiero Samorì, entrambi già incontrati separatamente nei mesi precedenti sempre per discutere di una cessione del club, la quale anche in questo caso viene respinta. Il 19 agosto sul sito ufficiale della squadra esce un comunicato congiunto Grassi-Nicastro, nel quale si illustra la volontà di non proseguire nella trattativa inerente all'acquisizione della società.
Il campionato del Rimini inizia con una vittoria interna sull'Imolese, ma esso sarà anche l'unico successo nell'arco di oltre due mesi, visto che a settembre e a ottobre arrivano solo pareggi o sconfitte.
In data 20 settembre viene nominato, quale Delegato alla Gestione dell'Evento, l'Avv. Matteo Marcheggiani, il quale diventa il nuovo responsabile della sicurezza dello stadio.
Alla 13ª giornata i biancorossi romagnoli tornano ad ottenere i tre punti grazie all'1-0 rifilato alla Vis Pesaro. Il 19 novembre, due giorni dopo la sconfitta casalinga per 0-2 contro l'Arzignano Valchiampo, Cioffi viene esonerato e sostituito da Giovanni Colella, così come il direttore sportivo Rino D'Agnelli viene sostituito da Ivano Pastore che già aveva lavorato a Rimini dal 2014 al 2016. Nonostante l'arrivo del nuovo tecnico, la squadra non inverte il trend negativo dato che perde le cinque partite successive. Nel frattempo, durante la finestra invernale di calciomercato, la rosa subisce numerosi cambiamenti.
Il 26 febbraio 2020 i biancorossi avrebbero dovuto disputare un'importantissima partita contro il Fano, squadra che condivideva il fondo della classifica con il Rimini. Quell'incontro tuttavia non si disputerà mai: il 24 febbraio arriva infatti la notizia del rinvio dei due turni successivi a causa della pandemia di COVID-19 che iniziava a imperversare nel paese, poi il 2 marzo la Lega Pro ufficializza un ulteriore rinvio, fino alla sospensione di tutte le attività sportive emanata dal Governo con un provvedimento valido anche per le squadre professionistiche.
Il 7 maggio le società di Serie C, riunite in assemblea, votano per la definitiva sospensione del campionato con blocco di retrocessioni e ripescaggi. Il Consiglio Federale della FIGC dell'8 giugno, tuttavia, decreta la retrocessione diretta dell'ultima squadra di ciascun girone considerando la classifica alla sospensione del campionato, mentre le squadre dalla penultima alla quintultima avrebbero disputato i play-out.
Con 11 giornate non disputate (tra cui anche la partita contro il Fano da giocare in casa) e con una rosa rivoluzionata nel mercato di gennaio, il Rimini scende ugualmente in Serie D a tavolino in virtù dell'ultimo posto in classifica, nonostante rispetto al Fano i biancorossi avessero gli stessi punti (21), gli stessi gol fatti (24) e gli stessi gol subiti (42) e una parità anche nell'unico scontro diretto fin lì giocato (0-0 all'andata nelle Marche). Il punteggio finale ({\displaystyle PF}) è calcolato secondo la formula {\displaystyle PT+(MPc\times NPc)+(MPt\times NPt)}, dove:
- {\displaystyle PT} è il punteggio totale accumulato in classifica fino al momento della sospensione definitiva;
- {\displaystyle MPc} è la media punti realizzati nelle gare disputate in casa fino al momento della sospensione definitiva;
- {\displaystyle NPc} è il numero di partite rimanenti da giocare in casa secondo il calendario ordinario;
- {\displaystyle MPt} è la media punti realizzati nelle gare disputate in trasferta fino al momento della sospensione definitiva;
- {\displaystyle NPt} è il numero di partite rimanenti da giocare in trasferta secondo il calendario ordinario.

A seguito di questo epilogo, la società ricorre prima al Collegio di Garanzia del CONI e poi al TAR del Lazio, ma entrambi i ricorsi vengono respinti.
Nel frattempo il presidente Giorgio Grassi aveva già comunicato l'intenzione di cedere la società. Il 17 luglio 2020 viene annunciato il passaggio di proprietà ad Alfredo Rota, imprenditore che già nel corso dell'estate precedente aveva provato ad acquistare la proprietà della squadra.

## Divise e sponsor
Lo sponsor tecnico per la stagione 2019-2020 è Macron, mentre lo sponsor ufficiale è Grabo.
| Casa | Trasferta |

## Rosa
| N. |                   | Ruolo | Calciatore            |
| -- | ----------------- | ----- | --------------------- |
| 1  | Italia (bandiera) | P     | Francesco Scotti      |
| 1  | Italia (bandiera) | P     | Gabriel Meli          |
| 2  | Italia (bandiera) | D     | Mario Finizio         |
| 3  | Italia (bandiera) | D     | Marco Picascia        |
| 4  | Italia (bandiera) | C     | Mattia Cozzari        |
| 4  | Italia (bandiera) | C     | Francesco Agnello     |
| 5  | Italia (bandiera) | D     | Manuel Ferrani        |
| 5  | Italia (bandiera) | C     | Matteo Calamai        |
| 6  | Belgio (bandiera) | C     | Kenneth Van Ransbeeck |
| 6  | Italia (bandiera) | D     | Cesare Ambrosini      |
| 7  | Italia (bandiera) | D     | Valerio Nava          |
| 7  | Italia (bandiera) | A     | Antonio Letizia       |
| 8  | Italia (bandiera) | C     | Guido Variola         |
| 8  | Italia (bandiera) | C     | Lorenzo Remedi        |
| 9  | Italia (bandiera) | A     | Luca Zamparo          |
| 9  | Italia (bandiera) | A     | Ettore Mendicino      |
| 10 | Italia (bandiera) | C     | Roberto Candido       |
| 11 | Italia (bandiera) | C     | Matias Mancini        |
| 12 | Italia (bandiera) | P     | Alessandro Santopadre |
| 12 | Italia (bandiera) | P     | Simone Barone         |
| 13 | Italia (bandiera) | D     | Filippo Oliana        |

| N. |                    | Ruolo | Calciatore              |
| -- | ------------------ | ----- | ----------------------- |
| 13 | Italia (bandiera)  | D     | Riccardo Santovito      |
| 14 | Italia (bandiera)  | C     | Luca Cigliano           |
| 16 | Italia (bandiera)  | C     | Francesco Angelini      |
| 17 | Italia (bandiera)  | A     | Scott Arlotti           |
| 18 | Croazia (bandiera) | A     | Tomi Petrović           |
| 18 | Italia (bandiera)  | D     | Daniele Cavallari       |
| 19 | Italia (bandiera)  | A     | Danilo Giacinto Ventola |
| 20 | Italia (bandiera)  | A     | Federico Gerardi        |
| 21 | Italia (bandiera)  | C     | Antonio Palma           |
| 23 | Italia (bandiera)  | C     | Vincenzo Silvestro      |
| 25 | Italia (bandiera)  | D     | Federico Scappi         |
| 25 | Italia (bandiera)  | D     | Roberto Codromaz        |
| 26 | Italia (bandiera)  | C     | Alessandro Pari         |
| 27 | Italia (bandiera)  | A     | Vincenzo Bellante       |
| 27 | Italia (bandiera)  | D     | Lorenzo Paramatti       |
| 28 | Italia (bandiera)  | P     | Andrea Sala             |
| 30 | Italia (bandiera)  | C     | Andrea Montanari        |
| 31 | Italia (bandiera)  | D     | Michele Messina         |
| 32 | Italia (bandiera)  | D     | Marco De Vito           |
| 33 | Italia (bandiera)  | C     | Giorgio Lionetti        |
| 33 | Italia (bandiera)  | A     | Raffaele Ortolini       |

## Calciomercato

### Sessione estiva(dall'1/7 al 2/9)
| Acquisti | Acquisti              | Acquisti       | Acquisti      |
| R.       | Nome                  | da             | Modalità      |
| -------- | --------------------- | -------------- | ------------- |
| P        | Andrea Sala           | Sambenedettese | svincolato    |
| P        | Alessandro Santopadre | Atalanta       | prestito      |
| D        | Matteo Boccaccini     | Ravenna        | svincolato    |
| D        | Piero Cauterucci      | Scandicci      | svincolato    |
| D        | Daniele Cavallari     | Monopoli       | fine prestito |
| D        | Mario Finizio         | Vibonese       | svincolato    |
| D        | Michele Messina       | Viterbese      | definitivo    |
| D        | Filippo Oliana        | Sampdoria      | prestito      |
| D        | Marco Picascia        | Pomigliano     | svincolato    |
| D        | Federico Scappi       |                | svincolato    |
| C        | Luca Battistini       | San Marino     | fine prestito |
| C        | Riccardo Casini       | Arzachena      | svincolato    |
| C        | Luca Cigliano         | Casertana      | svincolato    |
| C        | Mattia Cozzari        | Bologna        | definitivo    |
| C        | Giorgio Lionetti      | Juve Stabia    | definitivo    |
| C        | Matias Mancini        | Matelica       | svincolato    |
| C        | Vincenzo Silvestro    | Verona         | prestito      |
| C        | Oliver Urso           | Forlì          | svincolato    |
| C        | Kennet Van Ransbeeck  |                | svincolato    |
| A        | Vincenzo Bellante     | Tuttocuoio     | svincolato    |
| A        | Giacomo Cecconi       | Arzachena      | fine prestito |
| A        | Federico Gerardi      | Monopoli       | svincolato    |
| A        | Tomi Petrović         | Virtus Entella | prestito      |
| A        | Danilo Ventola        | Genoa          | prestito      |
| A        | Luca Zamparo          | Parma          | prestito      |

| Cessioni | Cessioni               | Cessioni             | Cessioni      |
| R.       | Nome                   | a                    | Modalità      |
| -------- | ---------------------- | -------------------- | ------------- |
| P        | Mirco De Angelis       | Tropical Coriano     | prestito      |
| P        | Giacomo Nava           |                      | svincolato    |
| D        | Andrea Bandini         | Inter                | fine prestito |
| D        | Matteo Boccaccini      | Carpi                | definitivo    |
| D        | Andrea Brighi          | Sammaurese           | svincolato    |
| D        | Piero Cauterucci       | Bangor City          | svincolato    |
| D        | Daniele Cavallari      | Monopoli             | svincolato    |
| D        | Stefano Marchetti      | Atalanta             | fine prestito |
| D        | Alessio Petti          | Monterosi Tuscia     | svincolato    |
| D        | Andrea Venturini       | Mantova              | svincolato    |
| C        | Giorgio Viti           | Pistoiese            | svincolato    |
| C        | Isnik Alimi            | Atalanta             | fine prestito |
| C        | Modou Badjie           | Atalanta             | fine prestito |
| C        | Luca Battistini        | Cattolica S.M.       | svincolato    |
| C        | Riccardo Casini        | Arzignano Valchiampo | svincolato    |
| C        | Stephen Danso          |                      | svincolato    |
| C        | Abdoul Guiebre         | Rieti                | svincolato    |
| C        | Sedrick Kalombo        | Salernitana          | fine prestito |
| C        | Oliver Urso            | Viterbese            | definitivo    |
| A        | Alex Buonaventura      | Foligno              | svincolato    |
| A        | Giacomo Cecconi        | Pro Vercelli         | svincolato    |
| A        | Sasa Cicarevic         | Legnago              | svincolato    |
| A        | Luigi Palumbo          |                      | svincolato    |
| A        | Gianmarco Piccioni     |                      | svincolato    |
| A        | Gianmario Pierfederici |                      | svincolato    |
| A        | Daniele Simoncelli     | Monterosi Tuscia     | svincolato    |
| A        | Michele Volpe          | Frosinone            | fine prestito |

### Operazioni tra le due sessioni
| Acquisti | Acquisti      | Acquisti | Acquisti   |
| R.       | Nome          | da       | Modalità   |
| -------- | ------------- | -------- | ---------- |
| D        | Marco De Vito |          | svincolato |

| Cessioni | Cessioni          | Cessioni | Cessioni   |
| R.       | Nome              | a        | Modalità   |
| -------- | ----------------- | -------- | ---------- |
| A        | Vincenzo Bellante |          | svincolato |

### Sessione invernale(dal 2/1 al 31/1)
| Acquisti | Acquisti           | Acquisti      | Acquisti   |
| R.       | Nome               | da            | Modalità   |
| -------- | ------------------ | ------------- | ---------- |
| P        | Simone Barone      | Spezia        | prestito   |
| P        | Gabriel Meli       | Empoli        | prestito   |
| D        | Cesare Ambrosini   | Sondrio       | definitivo |
| D        | Daniele Cavallari  | Monopoli      | definitivo |
| D        | Roberto Codromaz   | Triestina     | prestito   |
| D        | Lorenzo Paramatti  |               | svincolato |
| D        | Riccardo Santovito | Parma         | prestito   |
| C        | Francesco Agnello  | AlbinoLeffe   | definitivo |
| C        | Matteo Calamai     | AZ Picerno    | definitivo |
| C        | Lorenzo Remedi     | Giana Erminio | definitivo |
| A        | Antonio Letizia    | Bisceglie     | definitivo |
| A        | Ettore Mendicino   | Monopoli      | definitivo |
| A        | Raffaele Ortolini  | Siena         | prestito   |

| Cessioni | Cessioni              | Cessioni       | Cessioni      |
| R.       | Nome                  | a              | Modalità      |
| -------- | --------------------- | -------------- | ------------- |
| P        | Alessandro Santopadre | Atalanta       | fine prestito |
| P        | Francesco Scotti      |                | svincolato    |
| D        | Manuel Ferrani        | AZ Picerno     | definitivo    |
| D        | Valerio Nava          | Vis Pesaro     | definitivo    |
| D        | Filippo Oliana        | Monopoli       | definitivo    |
| D        | Federico Scappi       |                | svincolato    |
| C        | Francesco Angelini    | Milan          | prestito      |
| C        | Mattia Cozzari        |                | svincolato    |
| C        | Giorgio Lionetti      |                | svincolato    |
| C        | Kenneth Van Ransbeeck |                | svincolato    |
| C        | Guido Variola         |                | svincolato    |
| A        | Tomi Petrović         | Virtus Entella | fine prestito |
| A        | Luca Zamparo          | Parma          | fine prestito |

## Risultati

### Serie C

#### Girone di andata
| Arbitro: | Giaccaglia (Jesi) |

|                       |           |            |
| Palma 22’ Zamparo 45’ | Marcatori | 86’ Vuthaj |

| Arbitro: | Moriconi (Roma 2) |

|                            |           |                        |
| Caracciolo 41’ Mauri 90+5’ | Marcatori | 39’ Scappi 48’ Ferrani |

| Arbitro: | Fiero (Pistoia) |

|             |           |                     |
| Gerardi 49’ | Marcatori | 72’ (rig.) Morosini |

| Arbitro: | Acanfora (Castellammare di Stabia) |

|                             |           |  |
| Pontisso 78’ Saraniti 90+6’ | Marcatori |  |

| Arbitro: | Repace (Perugia) |

|                      |           |              |
| Vano 16’ Maurizi 25’ | Marcatori | 8’ Silvestro |

| Arbitro: | Kumara (Verona) |

|            |           |               |
| Zamparo 5’ | Marcatori | 30’ Cesaretti |

| Arbitro: | Bordin (Bassano del Grappa) |

|                                             |           |                  |
| Ferrario 17’ Sodinha 24’ De Grazia 64’, 84’ | Marcatori | 38’, 47’ Gerardi |

| Arbitro: | Scatena (Avezzano) |

|                   |           |                        |
| Van Ransbeeck 64’ | Marcatori | 53’ Manfrin 69’ Odogwu |

| Fano 13 ottobre 2019, ore 15:00 CEST 9ª giornata | Fano                     | 0 – 0 referto | Rimini | Stadio Raffaele Mancini (1 425 spett.)\| Arbitro: \| Pashuku (Albano Laziale) \| |
| Arbitro:                                         | Pashuku (Albano Laziale) |               |        |                                                                                  |

| Arbitro: | Ricci (Firenze) |

|             |           |                  |
| Arlotti 38’ | Marcatori | 28’ (rig.) Butić |

| Arbitro: | Colombo (Como) |

|                        |           |                                |
| Varone 8’ Scappini 24’ | Marcatori | 38’ (rig.) Gerardi 45’ Ventola |

| Arbitro: | Petrella (Viterbo) |

|  |           |              |
|  | Marcatori | 49’ Cognigni |

| Arbitro: | Miele (Nola) |

|            |           |  |
| Zamparo 7’ | Marcatori |  |

| Arbitro: | Santoro (Messina) |

|                             |           |  |
| Di Massimo 69’ Frediani 83’ | Marcatori |  |

| Arbitro: | Marotta (Sapri) |

|  |           |                        |
|  | Marcatori | 67’ Bonalumi 72’ Rocco |

| Arbitro: | Angelucci (Foligno) |

|                |           |  |
| Mandorlini 74’ | Marcatori |  |

| Arbitro: | Giaccaglia (Jesi) |

|             |           |                          |
| Zamparo 30’ | Marcatori | 69’ Giovinco 72’ D'Eramo |

| Arbitro: | Pirrotta (Barcellona Pozzo di Gotto) |

|                                          |           |  |
| Paponi 25’ Corradi 79’ Della Latta 90+3’ | Marcatori |  |

| Arbitro: | De Santis (Lecce) |

|  |           |              |
|  | Marcatori | 25’ Granoche |

#### Girone di ritorno
| Arbitro: | Collu (Cagliari) |

|                |           |  |
| Chinellato 41’ | Marcatori |  |

| Arbitro: | Giordano (Novara) |

|                                  |           |                       |
| Letizia 18’ (rig.) Montanari 58’ | Marcatori | 38’ (rig.) Caracciolo |

| Arbitro: | Scarpa (Collegno) |

|                                                    |           |             |
| Mazzocchi 7’, 10’ Beccaro 46’ Casiraghi 72’ (rig.) | Marcatori | 25’ Letizia |

| Arbitro: | Vigile (Cosenza) |

|             |           |                              |
| Letizia 83’ | Marcatori | 16’, 42’ Guerra 32’ Barlocco |

| Arbitro: | Maranesi (Ciampino) |

|                                   |           |                          |
| Codromaz 45’ Letizia 45+4’ (rig.) | Marcatori | 72’, 90+4’ (rig.) Biasci |

| Arbitro: | Costanza (Agrigento) |

|               |           |             |
| Malaccari 70’ | Marcatori | 12’ Gerardi |

| Arbitro: | Cascone (Nocera Inferiore) |

|                         |           |  |
| Arlotti 41’ Ventola 66’ | Marcatori |  |

| Verona 22 febbraio 2020, ore 15:00 CET 27ª giornata | Virtus Verona   | 0 – 0 referto | Rimini | Centro sportivo Mario Gavagnin-Sinibaldo Nocini (621 spett.)\| Arbitro: \| Centi (Viterbo) \| |
| Arbitro:                                            | Centi (Viterbo) |               |        |                                                                                               |

| Rimini 26 febbraio 2020 28ª giornata | Rimini | – (annullata) | Fano | Stadio Romeo Neri |

| Cesena 1º marzo 2020 29ª giornata | Cesena | – (annullata) | Rimini | Orogel Stadium-Dino Manuzzi |

| Rimini 8 marzo 2020 30ª giornata | Rimini | – (annullata) | Reggio Audace | Stadio Romeo Neri |

| Fermo 15 marzo 2020 31ª giornata | Fermana | – (annullata) | Rimini | Stadio Bruno Recchioni |

| Pesaro 22 marzo 2020 32ª giornata | Vis Pesaro | – (annullata) | Rimini | Stadio Tonino Benelli |

| Rimini 25 marzo 2020 33ª giornata | Rimini | – (annullata) | Sambenedettese | Stadio Romeo Neri |

| Vicenza 29 marzo 2020 34ª giornata | Arzignano Valchiampo | – (annullata) | Rimini | Stadio Romeo Menti |

| Rimini 5 aprile 2020 35ª giornata | Rimini | – (annullata) | Padova | Stadio Romeo Neri |

| Ravenna 11 aprile 2020 36ª giornata | Ravenna | – (annullata) | Rimini | Stadio Bruno Benelli |

| Rimini 19 aprile 2020 37ª giornata | Rimini | – (annullata) | Piacenza | Stadio Romeo Neri |

| Trieste 26 aprile 2020 38ª giornata | Triestina | – (annullata) | Rimini | Stadio Nereo Rocco |

### Coppa Italia Serie C

#### Fase a gironi
| Arbitro: | Zucchetti (Foligno) |

|              |           |                        |
| Petrović 86’ | Marcatori | 4’ Butić 18’ De Feudis |

| Arbitro: | Caldera (Como) |

|              |           |  |
| Tessiore 59’ | Marcatori |  |

## Statistiche

### Statistiche di squadra
| Competizione         | Punti | In casa | In casa | In casa | In casa | In casa | In casa | In trasferta | In trasferta | In trasferta | In trasferta | In trasferta | In trasferta | Totale | Totale | Totale | Totale | Totale | Totale | DR  |
| Competizione         | Punti | G       | V       | N       | P       | Gf      | Gs      | G            | V            | N            | P            | Gf           | Gs           | G      | V      | N      | P      | Gf     | Gs     | DR  |
| -------------------- | ----- | ------- | ------- | ------- | ------- | ------- | ------- | ------------ | ------------ | ------------ | ------------ | ------------ | ------------ | ------ | ------ | ------ | ------ | ------ | ------ | --- |
| Serie C              | 21    | 14      | 4       | 4       | 6       | 15      | 18      | 13           | 0            | 5            | 8            | 9            | 24           | 27     | 4      | 9      | 14     | 24     | 42     | -18 |
| Coppa Italia Serie C | -     | 1       | 0       | 0       | 1       | 1       | 2       | 1            | 0            | 0            | 1            | 0            | 1            | 2      | 0      | 0      | 2      | 1      | 3      | -2  |
| Totale               | -     | 15      | 4       | 4       | 7       | 16      | 20      | 14           | 0            | 5            | 9            | 9            | 25           | 29     | 4      | 9      | 16     | 25     | 45     | -20 |

### Andamento in campionato
| Giornata  | 1 | 2 | 3 | 4  | 5  | 6  | 7  | 8  | 9  | 10 | 11 | 12 | 13 | 14 | 15 | 16 | 17 | 18 | 19 | 20 | 21 | 22 | 23 | 24 | 25 | 26 | 27 | 28 | 29 | 30 | 31 | 32 | 33 | 34 | 35 | 36 | 37 | 38 |
| --------- | - | - | - | -- | -- | -- | -- | -- | -- | -- | -- | -- | -- | -- | -- | -- | -- | -- | -- | -- | -- | -- | -- | -- | -- | -- | -- | -- | -- | -- | -- | -- | -- | -- | -- | -- | -- | -- |
| Luogo     | C | T | C | T  | T  | C  | T  | C  | T  | C  | T  | C  | C  | T  | C  | T  | C  | T  | C  | T  | C  | T  | C  | C  | T  | C  | T  | C  | T  | C  | T  | T  | C  | T  | C  | T  | C  | T  |
| Risultato | V | N | N | P  | P  | N  | P  | P  | N  | N  | N  | P  | V  | P  | P  | P  | P  | P  | P  | P  | V  | P  | P  | N  | N  | V  | N  | –  | –  | –  | –  | –  | –  | –  | –  | –  | –  | –  |
| Posizione | 6 | 6 | 7 | 11 | 14 | 16 | 16 | 18 | 17 | 17 | 17 | 18 | 17 | 17 | 18 | 18 | 19 | 20 | 20 | 20 | 20 | 20 | 20 | 20 | 20 | 19 | 20 | –  | –  | –  | –  | –  | –  | –  | –  | –  | –  | –  |

Legenda:

Luogo: C = Casa; T = Trasferta. Risultato: V = Vittoria; N = Pareggio; P = Sconfitta.